# Неразорвавшиеся боеприпасы
Неразорвавшиеся боеприпасы — боеприпасы (снаряды, авиабомбы и т.п.), которые были использованы во время вооруженного конфликта, но из-за их неисправности не взорвались, и поэтому после окончания конфликта продолжают представлять опасность для людей.
Много гражданских лиц погибло или лишилось конечностей, сдвинув с места такие случайно найденные боеприпасы или случайно прикоснувшись к ним. После окончания войн невозможно восстанавливать жилье, больницы и школы, обрабатывать сельскохозяйственные земли, пока все эти боеприпасы (если их много) не будут обезврежены. 
Миллионы оставшихся после различных войн неразорвавшихся боеприпасов угрожают жизни людей более чем в 80 странах мира. Некоторые страны решали эту проблему в течение десятков лет. Например, в Польше было обезврежено около 100 миллионов единиц боеприпасов, оставшихся на польской земле после Первой мировой войны и Второй мировой войны. Гражданская война во Вьетнаме, Лаосе и Камбодже завершилась в 1975 году, однако в одном лишь Лаосе все еще предстоит обезвредить десятки миллионов оставшихся там после этой войны неразорвавшихся боеприпасов. Недавние конфликты в Афганистане, в Ираке и в Судане тоже оставили после себя большое количество неразорвавшихся боеприпасов.
Протокол по взрывоопасным пережиткам войны, принятый в ноябре 2003 года государствами–участниками Конвенции 1980 года о конкретных видах обычного оружия требует, чтобы по завершении военных действий каждая сторона конфликта очистила контролируемую ею территорию от взрывоопасных боеприпасов. Он также требует, чтобы каждая сторона конфликта оказывала материальную и финансовую помощь по очистке территорий, не находящихся под её контролем, от боеприпасов, оставшихся там вследствие её собственных действий. Протокол также обязывает участников конфликта хранить информацию о взрывчатых веществах, которые они использовали во время конфликта, а по окончании военных действий обмениваться этой информацией с другими участниками конфликта и с организациями, занимающимися разминированием (отсутствие такой информации нередко замедляло в прошлом решение проблем, связанных с взрывоопасными боеприпасами, оставшимися после войны).